# Brusove, Semenivka
Brusove (în ucraineană Брусове) este un sat în comuna Vasîlivka din raionul Semenivka, regiunea Poltava, Ucraina.

## Demografie
Componența lingvistică a localității Brusove
     Ucraineană (95,45%)
     Rusă (2,98%)
     Română (1,26%)
Conform recensământului din 2001, majoritatea populației localității Brusove era vorbitoare de ucraineană (95,45%), existând în minoritate și vorbitori de rusă (2,98%) și română (1,26%).